# 12218 Fleischer
12218 Fleischer (1982 RK) là một tiểu hành tinh vành đai chính được phát hiện ngày 15 tháng 9 năm 1982 bởi E. Bowell ở trạm Anderson Mesa thuộc Đài thiên văn Lowell.